# Luis Octavio Reyes
Luis Octavio Reyes del Río (Valparaíso, c. 1842 - c. 1920, Santiago) fue un abogado y político chileno de tendencia liberal.

## Biografía
Fue hijo de José Olegario Reyes de la Barrera y de Cesárea del Río Villalobos. Se casó con María del Socorro Ugarte Tagle, y tuvieron seis hijos; Fernando, María, Adriana, Marta, Graciela y Luis, quien fuera subsecretario de Interior, ministro del Interior y ministro de Justicia durante los dos gobiernos de Carlos Ibáñez del Campo.
Sus estudios primarios y secundarios los realizó en el Colegio de los Sagrados Corazones de Valparaíso, entre los años 1884 y 1889. Luego estudió leyes, titulándose de abogado, con la tesis: Estudio sobre la transacción; juró como tal, el 29 de mayo de 1899. Se radicó en Santiago y ejerció libremente su profesión.

## Trayectoria política
Integró las filas del Partido Liberal (PL); luego renunció al partido y se definió como independiente.
En 1915 fue electo regidor por la comuna de Santiago, en representación de su partido. Acompañó en su obra de depuración edilicia, a Ismael Valdés Vergara.
En las elecciones parlamentarias de 1918 fue electo diputado por la provincia de Santiago, por el período 1918-1921. En la ocasión fue segundo vicepresidente de la Cámara, ejerciendo desde el 18 de noviembre hasta el 9 de diciembre de 1920. Integró además, la Comisión Permanente de Elecciones; y la de Legislación y Justicia. Falleció antes de terminar su período como diputado, hacia 1920.
Entre las mociones presentadas que llegaron a ser ley de la República, está la Ley N°3.849 de 21 de febrero de 1922, que destina fondos para la ejecución de obras de desagüe; Ley N°3.979 de 23 de agosto de 1923, que aumenta los sueldos al personal del Poder Judicial; y Ley N°4.448 de 31 de octubre de 1928, sobre ingreso a rentas generales, los créditos de los censos, capellanías y capitales vinculados, que no habían sido cobrados durante diez años.